# Gaius Aemilius Berenicianus Maximus
Gaius Aemilius Berenicianus Maximus war ein im 2. und 3. Jahrhundert n. Chr. lebender römischer Politiker. Durch eine Inschrift, die in Nemausus gefunden wurde, ist seine Laufbahn bekannt, die als cursus inversus, d. h. in absteigender Reihenfolge wiedergegeben ist.
Maximus übte zunächst im Rahmen des Vigintivirats das Amt eines Xvir stlitibus iudicandis aus. Im Anschluss leistete er seinen Militärdienst als Tribunus laticlavius in zwei Legionen: zunächst in der Legio IIII Scythica, die ihr Hauptlager in Zeugma in der Provinz Syria hatte und danach in der Legio VII Gemina, die ihr Hauptlager in León in Hispania Tarraconensis hatte.
Danach wurde er in Rom Quaestor urbanus. Unter Caracalla (211–217) wurde er unter die Tribunizier aufgenommen (allecto inter tribunicios a divo Magno Antonino), so dass er das Amt des Aedilis bzw. des Tribunus plebis überspringen konnte und sofort Praetor (praetor supremaro) wurde. Als Nächstes war er als Legatus pro praetore dem Statthalter in der Provinz Asia zugeteilt. Im Anschluss wurde er Statthalter (Proconsul) in der Provinz Narbonensis.
Zu einem unbestimmten Zeitpunkt danach erhielt Maximus einen Suffektkonsulat und wurde als VIIvir epulonum in das ranghöchste Priesterkollegium in Rom aufgenommen.
Bei der Real Academia de la Historia finden sich folgende Datierungen zu den einzelnen Stationen seiner Laufbahn: Tribunus der Legio VII Gemina um 211 und Statthalter der Narbonensis während der Regierungszeit von Elagabal (218–222) oder Severus Alexander (222–235).